# Lista de ilhas da Europa

## As 21 maiores ilhas da Europa, por área
| Posição | Nome                                    | Área (km²) | Estado(s) no seu território | Posição no mundo |
| ------- | --------------------------------------- | ---------- | --- | ---------------- |
| 1       | Grã-Bretanha                            | 218 595    | Reino Unido | 8ª               |
| 2       | Islândia                                | 101 826    | Islândia Nota: Está localizada na fronteira entre as placas continentais norte-americana e euro-asiática, porém está associada politicamente e culturalmente à Europa. | 18ª              |
| 3       | Irlanda                                 | 81 638     | Irlanda, Reino Unido | 20ª              |
| 4       | Ilha Severny de Nova Zembla             | 47 079     | Rússia | 30ª              |
| 5       | Spitsbergen (arq. Svalbard)             | 38 981     | Noruega | 36ª              |
| 6       | Sicília                                 | 25 662     | Itália | 45ª              |
| 7       | Sardenha                                | 23 949     | Itália | 48ª              |
| 8       | Nordaustlandet (arq. Svalbard)          | 14 247     | Noruega | 58ª              |
| –       | Chipre                                  | 9 234      | Chipre Nota 1: Após a independência em 1960 o Reino Unido reteve por tratado internacional soberania sobre Acrotíri e Deceleia. · Nota 2: O norte da ilha está ocupado pela auto-denominada República Turca do Norte de Chipre, não reconhecida pelas Nações Unidas. · Nota 3: Não está computada como nona colocada, pois geograficamente pertence à Ásia, apesar de ser um Estado-membro da União Europeia desde 2004. · Nota 4: É a terceira maior e mais populosa ilha do Mar Mediterrâneo. | 81ª              |
| 9       | Córsega                                 | 8 741      | França | 84ª              |
| 10      | Creta                                   | 8 350      | Grécia | 89ª              |
| 11      | Sjælland                                | 7 180      | Dinamarca | 95ª              |
| 12      | Edgeøya (arq. Svalbard)                 | 5 073      | Noruega | 115ª             |
| 13      | Kolguyev                                | 4 968      | Rússia | 118ª             |
| 14      | Vendsyssel-Thy                          | 4 685      | Dinamarca (fisicamente parte da península da Jutlândia até 1825) | 121ª             |
| 15      | Eubeia                                  | 3 707      | Grécia | 144ª             |
| 16      | Maiorca                                 | 3 667      | Espanha | 146ª             |
| 17      | Vaygach                                 | 3 329      | Rússia | 154ª             |
| 18      | Gotland                                 | 3 027      | Suécia | 161ª             |
| 19      | Fiónia                                  | 3 012      | Dinamarca | 162ª             |
| 20      | Zemlya Georga (Terra do Príncipe Jorge) | 2 821      | Rússia | 168ª             |
| 21      | Saaremaa                                | 2 672      | Estónia | 174ª             |

Esta é uma lista das maiores ilhas no mar da Europa.

## No Oceano Atlântico e no Mar Báltico
- Principais ilhas e grupos de ilhas das Ilhas Britânicas (Anglo-Ilhas Celtas)
  - Grã Bretanha
  - Irlanda

Inglaterra
- Ilha de Wight
- Ilha de Sheppey
- Ilha Hayling
- Ilha Foulness
- Ilha Portsea
- Ilha Canvey
- Ilha Mersea
- Ilha Walney
- ilha Wallasea
- Lundy
- Ilhas Scilly

Escócia

Principais arquipélagos
- Shetland
- Órcades
- Hébridas Externas
- Hébridas Internas
- Ilhas do Clyde
- Ilhas do Forth
- Ilhas periféricas

Maiores ilhas
- Lewis e Harris
- Skye
- Mainelândia
- Mull
- Islay
- Mainelândia
- Arran
- Jura
- South Uist
- North Uist

Gales
- Anglesey
- Ilha Holy
- Skomer
- Ilha Ramsey
- Ilha Caldey

Irlanda
- Achill
- Ilhas Aran
- Ilha Rathlin

Ilhas do Canal
- Jérsei
- Guérnesei
- Alderney

- Ilha de Man
- Maiores ilhas Dinamarquesas:
  - Bornholm
  - Falster
  - Funen
  - Lolland
  - Zelândia
- Principais ilhas da Estónia
  - Abruka
  - Hiiumaa
  - Kihnu
  - Muhumaa
  - Naissaar
  - Osmussaar
  - Piirissaar
  - Ruhnu
  - Saaremaa
  - Vilsandi
  - Vormsi
- Principais ilhas suecas:
  - Gotlândia
  - Olândia
  - Orust
  - Hisingen
  - Värmdö
  - Tjörn
- Outras ilhas do Báltico:
  - Ilhas de Alanda (Finlândia)
  - Fehmarn (Alemanha)
  - Hailuoto (Finlândia)
  - Rúgia (Alemanha)
  - Usedom/Uznam (Alemanha e Polônia)
  - Wolin (Polônia)
- Outras principais ilhas do Atlântico:
  - Açores (Portugal)
  - Madeira (Portugal)
  - Ilhas Canárias (Espanha)
  - Ilhas Faroé (Dinamarca)
  - Groenlândia (Dinamarca) - fisiograficamente uma parte do continente da América do Norte, politicamente e culturalmente associada à Europa.
  - Islândia - atravessa a fronteira entre a Placa norte-americana e Placa euro-asiática Placas continentais, associada politicamente e culturalmente à Europa.

## No Mar do Norte
- Ilhas alemãs e holandesas:
  - Ilhas Frísias
- Ilhas Danas do Mar de Wadden
- Ilha Jutlândica do Norte

## No Mar Mediterrâneo
- Mediterrâneo Ocidental:
  - Ilhas Baleares (Espanha)
  - Comino (Malta)
  - Cominotto (Malta)
  - Córsega (França)
  - Elba (Itália)
  - Rocha do Fungo (Malta)
  - Gozo (Malta)
  - Filfla (Malta)
  - Ísquia (Itália)
  - Lampedusa (Itália)
  - Malta (Malta)
  - Ilha Manoel (Malta)
  - Pantelária (Itália)
  - Ponza (Itália)
  - Sardenha (Itália)
  - Sicília (Itália)
  - Ilha de São Paulo (Malta)
- Sul do Mediterrâneo:
  - Creta (Grécia)
  - Eubeia (Grécia)
  - Ilha de Lesbos (Grécia)
  - Rodes (Grécia)
  - Quios (Grécia)
  - Cíclades (Grécia)
  - Dodecaneso (Grécia)
  - Espórades (Grécia)
  - Ilhas Egeias do Norte (Grécia e Turquia)
  - Ilhas Argo-Sarônicas (Grécia)
  - Ilhas Jónicas (Grécia)
  - Ilha Sveti Nikola (Montenegro)
  - Krk (Croácia)
  - Rab (Croácia)
  - Cres (Croácia)
  - Pag (Croácia)
  - Hvar (Croácia)
  - Dugi Otok (Croácia)
  - Mljet (Croácia)
  - Brač (Croácia)
  - Korčula (Croácia)
  - Lošinj (Croácia)
  - Šolta (Croácia)
  - Ugljan (Croácia)
  - Lastovo (Croácia)
  - Čiovo (Croácia)
  - Molat (Croácia)
  - Vir (Croácia)

O resto das Ilhas gregas, Chipre e Croácia também fazem parte do sul do Mediterrâneo.

## No Mar Negro
- Bulgária as ilhas são partes do Mediterrâneo Oriental.
  - Ilha de Santa Anastácia
  - Ilha de São Cirilo
  - Ilha de São Ivã
  - Ilha de São Tomás
- Ilhas da Romênia
  - Ilha Sacalina Maior
  - Ilha Sacalina Menor
- Ilhas turcas, entre a Europa e a Ásia
  - Ilha Kefken
  - Oreke
- Ilhas da Ucrânia
  - Ilha das Serpentes

## No Oceano Ártico
- Ilhas norueguesas:
  - Jan Mayen
  - Esvalbarda
- Ilhas russas:
  - Terra de Francisco José
  - Nova Zembla
  - Ilha Pioneer
  - Ilha Schmidt
  - Terra do Norte (localizado no continente asiático, este arquipélago é composto por: Ilha Bolchevique, Ilha Komsomolets, Ilha da Revolução de Outubro)

## Ilhas nos lagos
- Ilhas na República da Macedônia do Norte:
  - Ilha Golem Grad (lago Prespa)